# Lutas nos Jogos Pan-Americanos de 2019 - Livre até 50 kg feminino
A categoria até 50 kg feminino foi um dos eventos da luta livre nos Jogos Pan-Americanos de 2019. Foi disputada em 8 de agosto, no Coliseu Miguel Grau.

## Calendário
Horário local (UTC-5).
| Data        | Horário | Fase                |
| ----------- | ------- | ------------------- |
| 8 de agosto | 10:13   | Quartas de final    |
| 8 de agosto | 11:13   | Semifinal           |
| 8 de agosto | 16:26   | Disputa pelo bronze |
| 8 de agosto | 16:38   | Final               |

## Medalhistas
| Ouro   | USA Whitney Condey                       |
| Prata  | CUB Yusneylys Guzmán                     |
| Bronze | PER Thalía Mallqui COL Carolina Castillo |

## Resultados

### Chave
|  | Quartas-de-final           | Quartas-de-final           | Quartas-de-final |  |  | Semifinais                 | Semifinais                 | Semifinais           |    |                        | Final                  | Final | Final |
|  |                            |                            |                  |  |  |                            |                            |                      |    |                        |                        |       |       |
|  | Yusneylys Guzmán (CUB)     | Yusneylys Guzmán (CUB)     | 4                |  |  |                            |                            |                      |    |                        |                        |       |       |
|  | Thalía Mallqui (PER)       | Thalía Mallqui (PER)       | 1                |  |  | Yusneylys Guzmán (CUB)     | Yusneylys Guzmán (CUB)     | 2                    |    |                        |                        |       |       |
|  | Jacqueline Mollocana (ECU) | Jacqueline Mollocana (ECU) | 9                |  |  | Jacqueline Mollocana (ECU) | Jacqueline Mollocana (ECU) | 1                    |    |                        |                        |       |       |
|  | Patricia Bermúdez (ARG)    | Patricia Bermúdez (ARG)    | 2                |  |  |                            |                            |                      |    | Yusneylys Guzmán (CUB) | Yusneylys Guzmán (CUB) | 2     |       |
|  | Kamila Barbosa (BRA)       | Kamila Barbosa (BRA)       | 4                |  |  |                            | Whitney Conder (USA)       | Whitney Conder (USA) | 10 |                        |                        |       |       |
|  | Mariana Díaz Muñoz (MEX)   | Mariana Díaz Muñoz (MEX)   | 1                |  |  | Kamila Barbosa (BRA)       | Kamila Barbosa (BRA)       | 0                    |    |                        |                        |       |       |
|  | Carolina Castillo (COL)    | Carolina Castillo (COL)    | 0                |  |  | Whitney Conder (USA)       | Whitney Conder (USA)       | 10                   |    |                        |                        |       |       |
|  | Whitney Conder (USA)       | Whitney Conder (USA)       | 10               |  |  |                            |                            |                      |    |                        |                        |       |       |
|  |                            |                            |                  |  |  |                            |                            |                      |    |                        |                        |       |       |
|  |                            |                            |                  |  |  |                            |                            |                      |    |                        |                        |       |       |

### Repescagem
|  | Primeira rodada            | Primeira rodada            | Primeira rodada |  |  | Disputa pelo bronze        | Disputa pelo bronze        | Disputa pelo bronze |
|  |                            |                            |                 |  |  |                            |                            |                     |
|  | Thalía Mallqui (PER)       |                            |                 |  |  |                            |                            |                     |
|  | bye                        | bye                        |                 |  |  | Thalía Mallqui (PER)       | Thalía Mallqui (PER)       | 3                   |
|  | Jacqueline Mollocana (ECU) | Jacqueline Mollocana (ECU) |                 |  |  | Jacqueline Mollocana (ECU) | Jacqueline Mollocana (ECU) | 1                   |
|  | bye                        |                            |                 |  |  |                            |                            |                     |
|  |                            |                            |                 |  |  |                            |                            |                     |
|  |                            |                            |                 |  |  |                            |                            |                     |
|  |                            |                            |                 |  |  |                            |                            |                     |

|  | Primeira rodada         | Primeira rodada      | Primeira rodada |  |  | Disputa pelo bronze     | Disputa pelo bronze     | Disputa pelo bronze |
|  |                         |                      |                 |  |  |                         |                         |                     |
|  | Carolina Castillo (COL) |                      |                 |  |  |                         |                         |                     |
|  | bye                     | bye                  |                 |  |  | Carolina Castillo (COL) | Carolina Castillo (COL) | 5                   |
|  | Kamila Barbosa (BRA)    | Kamila Barbosa (BRA) |                 |  |  | Kamila Barbosa (BRA)    | Kamila Barbosa (BRA)    | 2                   |
|  | bye                     |                      |                 |  |  |                         |                         |                     |
|  |                         |                      |                 |  |  |                         |                         |                     |
|  |                         |                      |                 |  |  |                         |                         |                     |
|  |                         |                      |                 |  |  |                         |                         |                     |